# Avaricum
Avaricum je bil oppidum v starodavni Galiji, blizu današnjega mesta Bourges. Avaricum, ki je bil v deželah Biturigov, je bilo največje in najbolje utrjeno mesto na njihovem ozemlju, in je bil na zelo rodovitni zemlji. Teren je bil naklonjen oppidumu, saj sta ga obdajala reka in močvirje, le z enim ozkim vhodom. V času rimskega osvajanja leta 52 pr. n. št. je imelo mesto po Juliju Cezarju 40.000 ljudi, ki so bili nato skoraj vsi pobiti.

## Obleganje Avaricuma
Julij Cezar je po seriji zmag pri Vellaunodunumu, Genabumu in Noviodunumu Biturigumu prispel v Avaricum pozimi 52 pr. n. št. z namenom, da bi uporniškim Galcem odrekel njegovo žito in jeklo. Vercingetoriks, ki se je zavedal, da je bil že trikrat premagan, se je odločil spremeniti strategijo. Sklical je svet plemen, ki so se uprla proti Rimu, in jih prepričal, da sprejmejo Fabianovo strategijo, da ne ponudijo boja s Cezarjevimi silami, temveč jim odrekajo oskrbo s taktiko požgane zemlje. Vsa mesta v dosegu Cezarjevih iskalcev hrane so bila uničena, zemlja ogoljena in vse žito odstranjeno ali požgano. Vendar je bila Avaricumu ta usoda prihranjena, saj so Biturigi trdili, da je mesto nemogoče zavzeti, in prosili, naj njihovo največje mesto ne bo uničeno. Vercingetoriks se je strinjal, da bo mesto izjema.
Ko pa se je Cezar pojavil pred vrati Avaricuma, je Vercingetoriks premaknil svojo vojsko na razdaljo 15 milj izven mesta, na popolni lokaciji, tako da Cezar ni mogel oditi brez bitke niti si ni mogel po mili volji iskati hrane. Da bi še povečali njegove težave, ga Cezarjevi zavezniki, Edui in Boji, niso mogli oskrbovati, prvi, ker so se tiho pridružili Vercingetoriksu v njegovem uporu, drugi, ker preprosto niso imeli hrane na pretek. Pomanjkanje žita je bilo tako hudo, da so moški jedli samo meso, kar je bila redkost za rimsko poljsko vojsko. Cezar je osebno obhodil svoje može in jim rekel, da bo prekinil obleganje in se umaknil, če bo pomanjkanje hrane preveliko. Njegovi vojaki so protestirali in zavračali sramotno končanje obleganja, ko so se še vedno morali maščevati nedolžnim Rimljanom, ki so jih leto prej umorili Galci v Genabumu.
Zadovoljen Cezar je zasnoval in začel izdelovati impresivno oblegovalno napravo. Začenši z višine je zgradil neke vrste oblegovalno teraso. Narejeni sta bili dve bočni steni, skupaj z dvema stolpoma. Med bočnimi zidovi je bil zgrajen še en zid, da bi jih povezal in odprl fronto za bitko.
Ko se je gradnja na Cezarjevi oblegovalni terasi nadaljevala, je Vercingetoriks premaknil svojo konjenico v tabor bližje Cezarjevemu, da bi postavil zasedo na Cezarjeve čete, ki so iskale hrano. Cezar je to odkril in se odzval tako, da je korakal v gluhi noči in ogrozil Vercingetoriksov glavni tabor. Vercingetoriks se je nato potegnil nazaj v svoj glavni tabor. Cezar se je umaknil, ker je bil njegov cilj dosežen.
Po 25 napornih dneh gradnje in spopadanja z galskimi napadi in poskusi, da bi zažgali celotno oblegovalno teraso, je bil Cezarjev aparat dokončan. Cezar je ukazal dvigniti stolpe; na njegovo veliko srečo je udarila huda nevihta, ki je prisilila galske stražarje, da so poiskali zavetje, namesto da bi stražili. Cezar je izkoristil pomanjkanje discipline in svoje vojake prikrito premaknil v stolpe in obzidje ter začel brutalen napad. Obzidje je hitro padlo, preživeli Galci pa so se umaknili v središče mesta, se strnili v klin in bili odločeni boriti se do konca. Vendar se rimskim legionarjem ni uspelo spustiti z obzidja. Namesto tega so preprosto stali in opazovali Galce. Galske branilce je zajela panika, vsi so bežali tja, kamor so mislili, da je možnost za pobeg.
Vendar pa Cezarjeve legije niso bile razpoložene, da bi prizanesle kateremu koli od 40.000 Galcev v Avaricumu, zlasti po 25 dneh slabega obroka in velike frustracije. Samo 800 jih je uspelo ubežati pokolu, ki je sledil. Potem ko je nahranil in odpočil svoje može v Avaricumu do začetka junija, je Cezar krenil proti Gergoviji, odločen, da bo Vercingetoriksa privabil v bitko v kampanji, ki bo na koncu dosegla vrhunec v bitki pri Aleziji.

## Ostanki
Galsko-rimsko obzidje Bourgesa je monumentalna starodavna utrdba mesta Bourges. Ta galsko-rimski ograjen prostor, zgrajen v času pozne antike okoli sredine 4. stoletja našega štetja, obsega urbani kompleks, ki se razvija na površini okoli 25 ha. Kamni, ki sestavljajo njegove strukture, so večinoma vzeti iz starejših zgradb. Galo-rimsko obzidje Bourgesa je imelo okoli štirideset utrjenih stolpov, ločenih s kurtinami s širokimi temelji in podstavki. Utrjeno obzidje je v 12. stoletju nadomestilo drugo obzidje. Izkopano je bilo od sredine 19. stoletja, med letoma 1882 in 1964 je bilo štirikrat razvrščena kot zgodovinski spomenik, leta 1996 pa je bilo predmet popisa.
Strukture, ki sestavljajo starodavni javni trg, so bile poudarjene v samem središču temeljev, ki tvorijo klet mestnega središča .
Ta monumentalni kompleks je bil odkrit po naključju leta 1857, med arhitekturnim posegom, katerega namen je bil zapečatiti kleti vojvodske palače. Toda šele stoletje kasneje, leta 1961, so na mestu foruma Avaricum potekala arheološka izkopavanja pod vodstvom Jeana Favièra, kustosa Musée du Berry. Te arheološke raziskave so razkrile stene in talne plošče foruma, ki so bile doslej nedostopne.